# Nake Bongwana
Nake Bongwana est un village du Cameroun situé dans le département de la Meme et la Région du Sud-Ouest. Il fait partie de la commune de Mbonge.

## Population
Quand Nake Bokoko et Nake Bongwana étaient comptabilisés ensemble, leur population réunie – principalement des Bakundu, du groupe Oroko – s'élevait à 504 personnes en 1953 et à 1 240 en 1967.
Lors du recensement national de 2005, la localité de Nake Bongwana, seule, comptait 1 595 habitants.